# Jeanine Cicognini
Jeanine Cicognini (Briga-Glis, 14 novembre 1986) è una giocatrice di badminton svizzera naturalizzata italiana.
Nel 2016 ha partecipato ai Giochi della XXXI Olimpiade a Rio de Janeiro, in Brasile venendo eliminata ai gironi dopo aver perso contro la sudcoreana Bae Youn-joo e la turca Özge Bayrak.

## Palmarès
- Europei juniores

Den Bosch 2005: argento nel singolo.